# Sarāb-e Dehlor
Sarāb-e Dehlor är en ort i Iran.   Den ligger i provinsen Kermanshah, i den nordvästra delen av landet, 400 km väster om huvudstaden Teheran. Sarāb-e Dehlor ligger 1 436 meter över havet och antalet invånare är 256.
Terrängen runt Sarāb-e Dehlor är kuperad åt sydväst, men åt nordost är den platt. Runt Sarāb-e Dehlor är det ganska tätbefolkat, med 124 invånare per kvadratkilometer. Närmaste större samhälle är Kangāvar, 11,4 km nordost om Sarāb-e Dehlor. Trakten runt Sarāb-e Dehlor består i huvudsak av gräsmarker.